# 進藤亮佑
進藤 亮佑（しんどう りょうすけ、1996年6月7日 - ）は、北海道札幌市白石区出身のプロサッカー選手。Jリーグ・セレッソ大阪所属。ポジションはディフェンダー（DF）。元日本代表。

## 来歴
2012年にコンサドーレ札幌U-18に入る。
2014年10月31日にトップチームへの昇格が発表された。同年にU-18Jリーグ選抜に選出。2015年にコンサドーレ札幌のトップチームに入団した。
2017年は8試合の出場にとどまったが、翌2018年は監督のミハイロ・ペトロヴィッチにその才能を見出され、3バックの右に定着。プロ4年目で初のリーグ戦全試合フル出場を果たした。
2019年5月4日、第10節のヴィッセル神戸戦で美しいバイシクル・キックで得点を決め、直近4試合で3得点という活躍を見せた。この試合での得点はチーム内では令和最初のゴールとなり、先の4月28日にも平成最後のゴールも決めていたため、両方記録した選手として話題になった。
同年の11月6日、国際親善試合のベネズエラ戦に挑む日本代表に初選出された。
2020年、田中駿汰とのポジション争いが激化して出場試合数が減った上、10月に右足首の靱帯を負傷。。
2021年、セレッソ大阪に移籍。右足関節後方インピンジメント症候群の手術を受けた。
2022年、開幕先発を掴み、チームのシーズン第1号を記録。10月に右足首の靱帯を負傷。その後は、厚い選手層に阻まれ出場機会が少なかった。北國新聞・北國銀行ドリームマッチでは先発出場し、5点目をきめて勝利に貢献、本シーズンはチーム第1号と最終号をきめた。
2023年、マテイ・ヨニッチの離脱で、出場して以降先発出場を続けた。

## 所属クラブ
- SSS札幌サッカースクール (札幌市立南郷小学校)
- SSSジュニアユース (札幌市立白石中学校)
- コンサドーレ札幌U-18 (北海道札幌白石高等学校)
- 2015年 - 2020年  コンサドーレ札幌
  - 2015年  Jリーグ・アンダー22選抜
- 2021年 -  セレッソ大阪

## 個人成績
| 国内大会個人成績 | 国内大会個人成績 | 国内大会個人成績 | 国内大会個人成績 | 国内大会個人成績 | 国内大会個人成績 | 国内大会個人成績 | 国内大会個人成績 | 国内大会個人成績 | 国内大会個人成績 | 国内大会個人成績 | 国内大会個人成績 |
| 年度             | クラブ           | 背番号           | リーグ           | リーグ戦         | リーグ戦         | リーグ杯         | リーグ杯         | オープン杯       | オープン杯       | 期間通算         | 期間通算         |
| 年度             | クラブ           | 背番号           | リーグ           | 出場             | 得点             | 出場             | 得点             | 出場             | 得点             | 出場             | 得点             |
| 日本             | 日本             | 日本             | 日本             | リーグ戦         | リーグ戦         | リーグ杯         | リーグ杯         | 天皇杯           | 天皇杯           | 期間通算         | 期間通算         |
| ---------------- | ---------------- | ---------------- | ---------------- | ---------------- | ---------------- | ---------------- | ---------------- | ---------------- | ---------------- | ---------------- | ---------------- |
| 2015             | 札幌             | 35               | J2               | 0                | 0                | -                | -                | 2                | 1                | 2                | 1                |
| 2016             | 札幌             | 35               | J2               | 23               | 0                | -                | -                | 0                | 0                | 23               | 0                |
| 2017             | 札幌             | 35               | J1               | 8                | 0                | 8                | 1                | 1                | 0                | 17               | 1                |
| 2018             | 札幌             | 35               | J1               | 34               | 4                | 0                | 0                | 1                | 0                | 35               | 4                |
| 2019             | 札幌             | 3                | J1               | 33               | 6                | 7                | 0                | 0                | 0                | 40               | 6                |
| 2020             | 札幌             | 3                | J1               | 21               | 0                | 4                | 0                | -                | -                | 25               | 0                |
| 2021             | C大阪            | 3                | J1               | 9                | 2                | 0                | 0                | 1                | 0                | 10               | 2                |
| 2022             | C大阪            | 3                | J1               | 7                | 2                | 5                | 0                | 3                | 0                | 15               | 2                |
| 2023             | C大阪            | 3                | J1               | 28               | 1                | 5                | 0                | 1                | 0                | 34               | 1                |
| 2024             | C大阪            | 3                | J1               | 9                | 0                | 0                | 0                | 0                | 0                | 9                | 0                |
| 通算             | 日本             | 日本             | J1               | 149              | 15               | 29               | 1                | 7                | 0                | 185              | 16               |
| 通算             | 日本             | 日本             | J2               | 23               | 0                | -                | -                | 2                | 1                | 25               | 1                |
| 総通算           | 総通算           | 総通算           | 総通算           | 172              | 15               | 29               | 1                | 9                | 1                | 210              | 17               |

その他の公式戦
| 2015   | J-22   | -      | J3     | 14 | 2 | 14 | 2 |
| 通算   | 日本   | 日本   | J3     | 14 | 2 | 14 | 2 |
| 総通算 | 総通算 | 総通算 | 総通算 | 14 | 2 | 14 | 2 |

- Jリーグ初出場 - 2015年3月29日 J3第3節 J-22 FC琉球戦 (沖縄県総合運動公園陸上競技場)
- Jリーグ初得点 -
  - Jリーグ・アンダー22選抜の選手として: 2015年8月9日 J3第25節 横浜スポーツ&カルチャークラブ戦 (ニッパツ三ツ沢球技場)
  - 北海道コンサドーレ札幌の選手として: 2017年4月12日 JリーグYBCルヴァンカップ Aグループ第2節 清水エスパルス戦 (IAIスタジアム日本平)

## タイトル

### チーム
北海道コンサドーレ札幌
- J2リーグ（2016年）

## 代表歴

### 出場大会
- U-17日本代表（2013年）
- U-18日本代表（2014年）
- U-19日本代表（2014年）
- 日本代表
  - キリンチャレンジカップ（2019年）